# アンソン (戦艦)
アンソン (英語: HMS Anson, 79) は、イギリス海軍のキング・ジョージ5世級戦艦。艦名はジョージ・アンソン提督に因む。

## 艦歴

### 就役まで
ウォールセンドのスワン・ハンター造船所に発注。1937年（昭和12年）7月20日に起工した。第二次世界大戦勃発後の1940年（昭和15年）2月24日に進水した。
当初はジョン・ジェリコー提督に因んで「ジェリコー、(Jellicoe) 」と命名される予定であったが、1940年（昭和15年）2月に「アンソン」と改名された。
世界大戦勃発後のイギリス海軍は小型艦艇の建造を優先したため、完成が遅れた。
太平洋戦争勃発とシンガポール陥落（1942年2月15日）直後、英国首相チャーチル卿は「アンソンとハウの完成が近づいた」とイギリス議会（下院）における演説で言及した。
1942年（昭和17年）6月22日、アンソンは竣工した。

### 第二次世界大戦
就役後、本国艦隊に配備された。北大西洋や北極海に派遣され、ソ連との間で行き来する輸送船団の護衛任務に従事した。
1942年（昭和17年）9月12日、アンソンは戦艦デューク・オブ・ヨークや大型軽巡ジャマイカ、駆逐艦群（ケッペル、マッケイ、モントローズ、ブラハム）とともにQP14船団の遠距離護衛部隊に属していた。

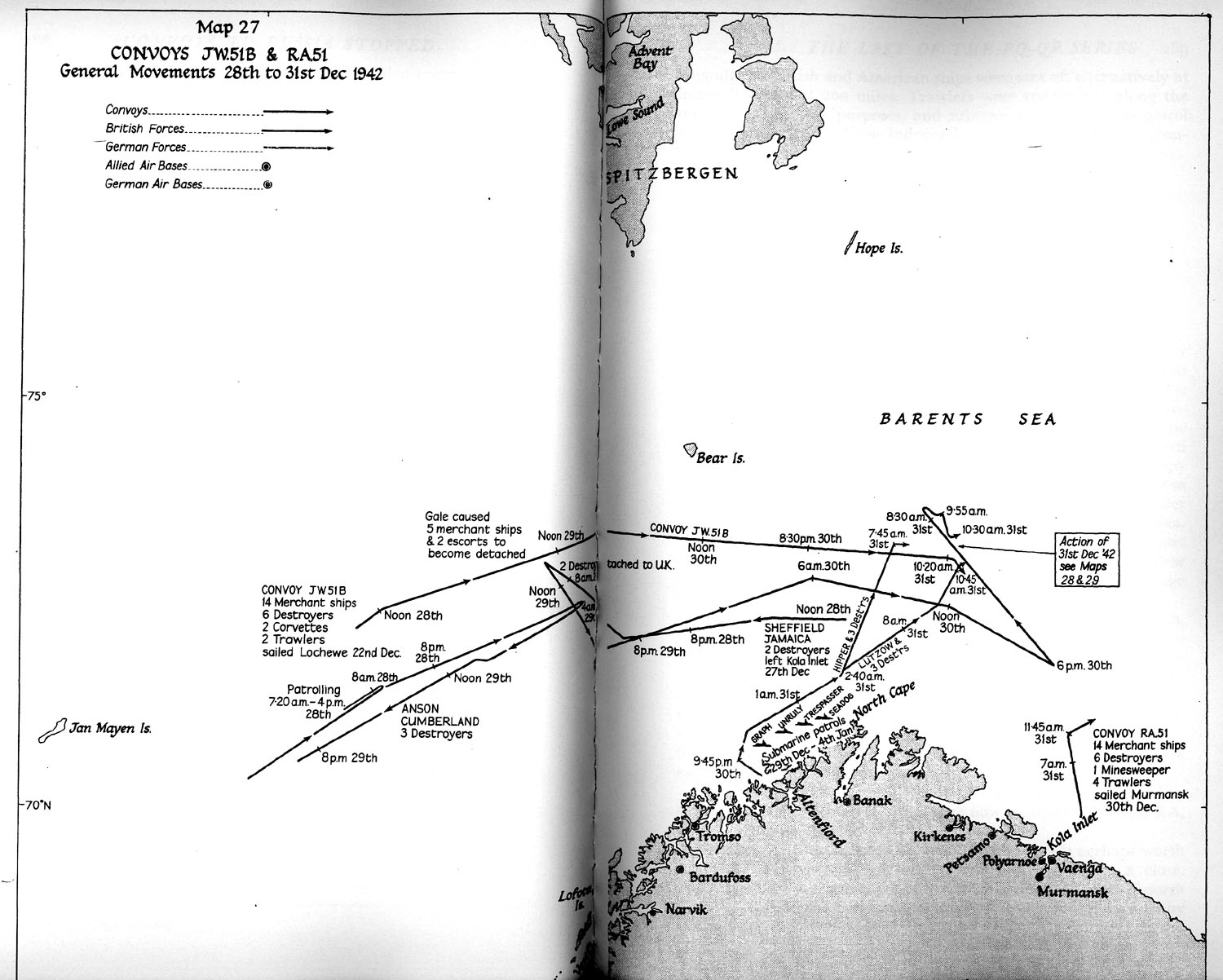
バレンツ海海戦における各部隊・各艦行動図（アンソンも含む）。

12月下旬、戦艦アンソン（本国艦隊副司令官フレイザー提督旗艦）は重巡洋艦カンバーランドや駆逐艦群（フォレスター、イカルス、インパルシヴ）とともに、JW51B船団の遠距離護衛をおこなうためアイスランドを出撃した。これはドイツ艦隊が南方から輸送船団に接近するのを防ぐためで、バーネット提督のR部隊（大型軽巡シェフィールド、ジャマイカ、駆逐艦2隻）がRA51船団とJW51B船団の両方を支援する位置にあった。ドイツ海軍の重巡2隻と駆逐艦6隻が虹作戦によりノルウェーのアルタフィヨルドから出撃し、JW51B船団およびR部隊と交戦してバレンツ海海戦が始まったとき、アンソンはイギリス駆逐艦や船団からの無電を受信してスカパ・フローの無線局に中継し、海軍本部に転送したという。
1943年（昭和18年）1月23日、24日には大型軽巡シェフィールド、駆逐艦群（エコー、エクリプス、フォークナー、イングルフィールド、モントローズ、クイーンバラ、レイダー、オルカン）とともにJW52船団の遠距離護衛を務めた。
1月29日にRA52船団がコラ湾から出発すると、軽巡シェフィールド、駆逐艦イングルフィールド、オリビ、オビディアント、オルカンとともに1月30日からその遠距離護衛を行った。なおバレンツ海海戦でドイツ重巡と交戦して大破、応急修理を経てソ連から戻ってきた駆逐艦オンズロー（シャーブルック艦長）がスカパ・フローに到着したとき、アンソン（フレイザー提督旗艦）の乗組員は総出でオンズローの帰投を祝福した。
5月初頭、ジョン・トーヴィー提督の後任として、新たな本国艦隊司令長官ブルース・フレーザー提督が着任した。イタリア本土侵攻作戦を見据えてイギリス海軍の主力艦多数が地中海戦域へ移動したので、北大西洋の戦力を補填するためアメリカ海軍のサウスダコタ級戦艦がブリテン諸島に派遣された。5月中旬、オラフ・M・ハストヴェット提督が指揮する超弩級戦艦2隻（サウスダコタ、アラバマ）と駆逐艦部隊がスカパ・フローに到着した。アンソンを含めた本国艦隊は、アメリカ海軍艦艇と演習をおこなって練度を高めた。
6月、英戦艦2隻（デューク・オブ・ヨーク、アンソン）、サウスダコタ級戦艦や空母フューリアスおよび巡洋艦部隊で「ギアボックス作戦 (Operation GEARBOX III) 」を実施した。
7月もサウスダコタ級戦艦と行動を共にし、ハスキー作戦の陽動と、ノルウェーのフィヨルドに潜むドイツ海軍の重量艦（超弩級戦艦「ティルピッツ」、高速戦艦「シャルンホルスト」、重巡「リュッツオウ」）対策を兼ねた陽動作戦に参加した。このあとサウスダコタ級戦艦は太平洋へ転戦するためアメリカへ戻り、空母レンジャーや重巡2隻（タスカルーサ 、オーガスタ）などが引き続き本国艦隊と行動を共にした。

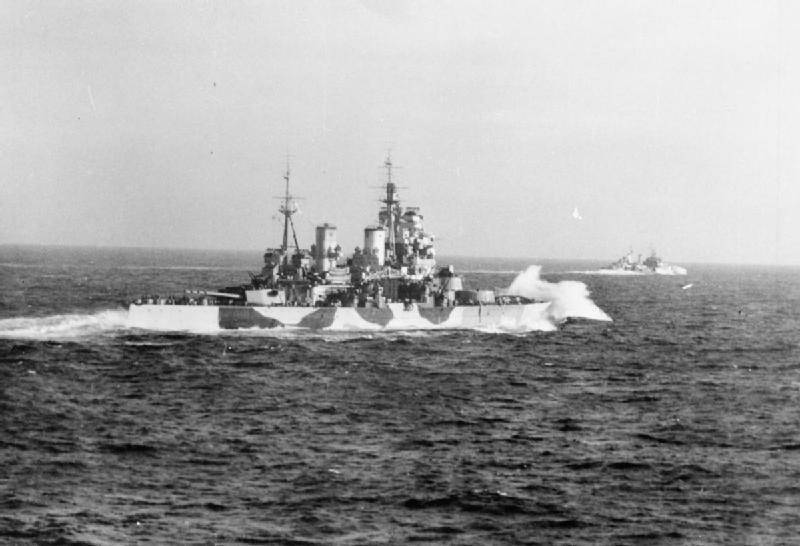
リーダー作戦時のアンソンとベルファスト。

8月、スカパ・フローにおいてイギリス国王ジョージ6世がアンソンに乗艦した。
9月8日、ドイツ戦艦2隻（ティルピッツ、シャルンホルスト）がスピッツベルゲン島に艦砲射撃を実施したので（ジトロネラ作戦）、本国艦隊は迎撃のため出動したが、ドイツ戦艦はすぐに撤収した。9月22日、X艇（特殊潜航艇）によるコマンド作戦によりティルピッツが大破したので、当面の脅威はシャルンホルストだけになった。10月、戦艦デューク・オブ・ヨークや空母レンジャーおよび英米巡洋艦部隊と共にノルウェー沿岸に展開し、リーダー作戦を実施した。
12月末の北岬沖海戦でシャルンホルストが沈没し、ティルピッツだけが残された。1944年（昭和19年）2月、ベイリーフ作戦 (Operation Bayleaf) に参加し、英連邦艦艇に加えて自由フランス海軍の超弩級戦艦リシュリューと共に、ノルウェーの目標を攻撃する「フューリアス」を護衛した。3月末になるとティルピッツの修理が終わりつつあったので、連合軍は航空攻撃を行うことにした。4月3日、タングステン作戦に参加した。この作戦における本艦は、ヘンリー・ムーア中将の旗艦であった（タングステン作戦、戦闘序列）。
6月にアンソンは改装のため退役し、1945年（昭和20年）3月まで艦隊には戻らなかった。復帰するとアンソンは太平洋艦隊に編入された。しかし、アンソンが到着する頃には太平洋戦争は終結していた。8月15日、香港の日本軍の降伏を受けるためアンソンはイギリス艦隊とともにシドニーから香港へ向け出港した。（日本降伏時、東京湾在泊艦艇一覧表）

### 戦後
アンソンは太平洋艦隊の第1戦艦戦隊旗艦を務め、香港再占領を援護した。短期間の修理の後、1946年（昭和21年）2月にグロスター公爵と公爵夫人を乗せるためアンソンはシドニーからホバートへ移動し、2人をシドニーまで運んだ。
同年7月29日、アンソンはイギリスに戻った。1949年（昭和24年）に予備艦となり、翌年にはモスボール処理がなされた。1951年（昭和26年）にGare Lochへと曳航された。1957年（昭和32年）12月17日、スクラップとして売却された。

### もう一隻のアンソン
1940年（昭和15年）6月10日にイタリア王国が枢軸陣営として参戦して地中海攻防戦が始まり、地中海戦線が形成される。1941年（昭和16年）になるとイギリス海軍は標的艦（浮き砲台）として運用していたキング・ジョージ5世級戦艦 (初代) のセンチュリオンにカモフラージュを施し、新鋭戦艦のアンソンにみせかけた。イギリス海軍は“Dummy Ship”、艦隊付特務艦 (Fleet Tender) と称した。
連合国軍は英領マルタへの増援輸送作戦を実施しており、1942年（昭和17年）6月のヴィガラス作戦では、偽アンソン（センチュリオン）が船団護衛艦として実戦投入された。

## ギャラリー

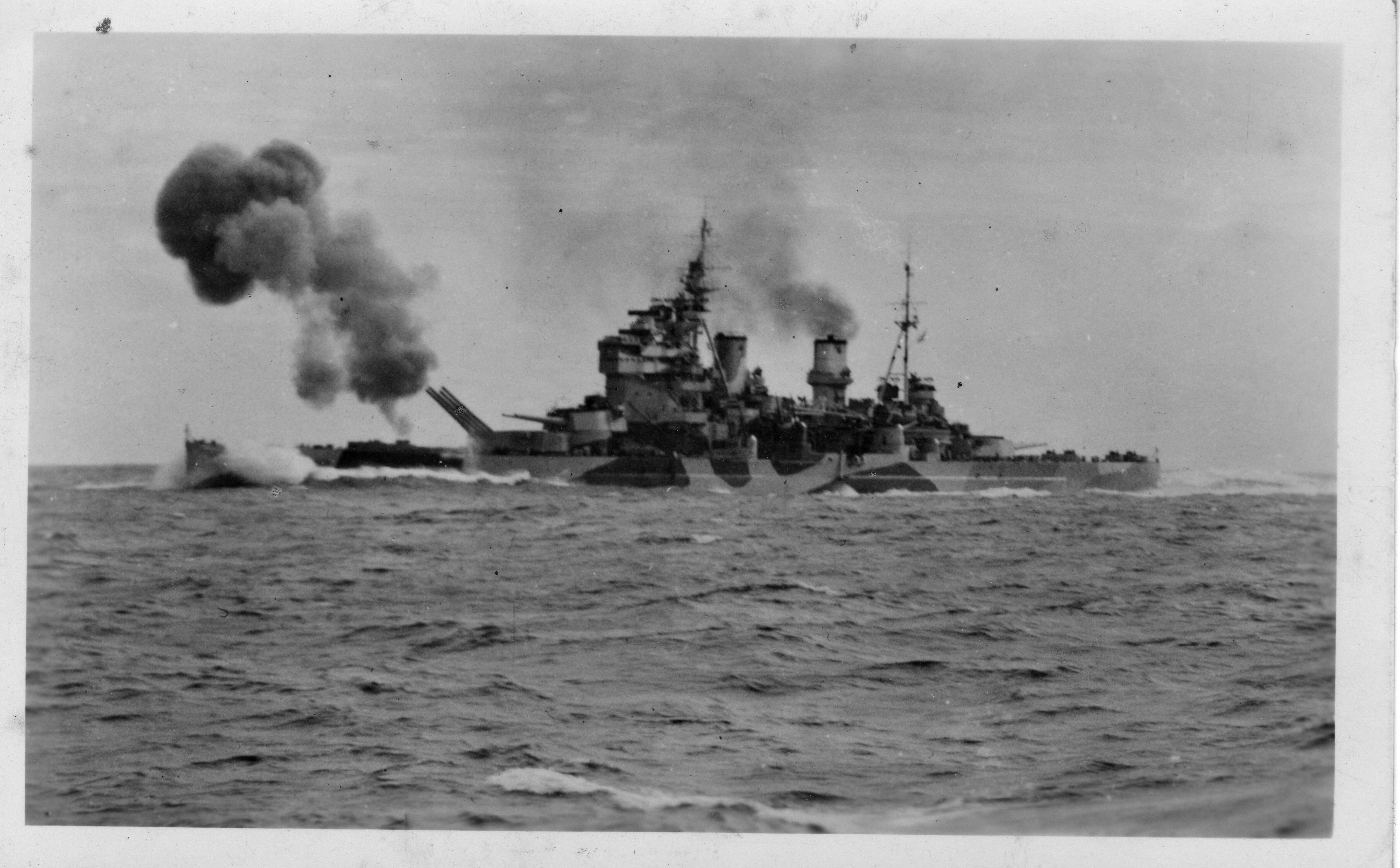
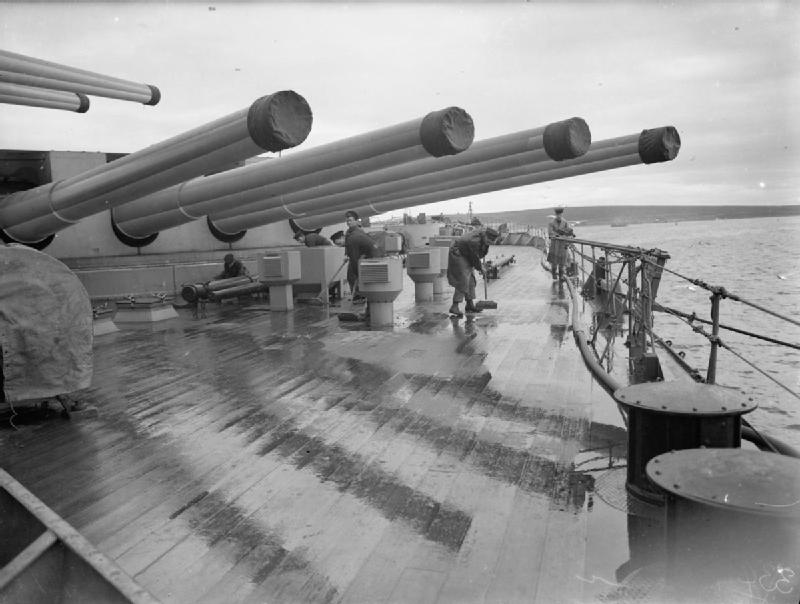
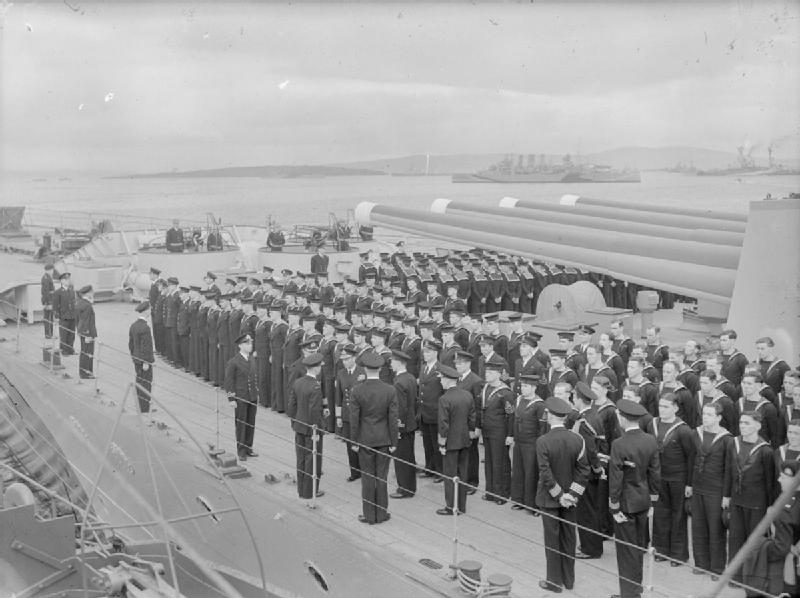
アンソンに乗艦したジョージ6世
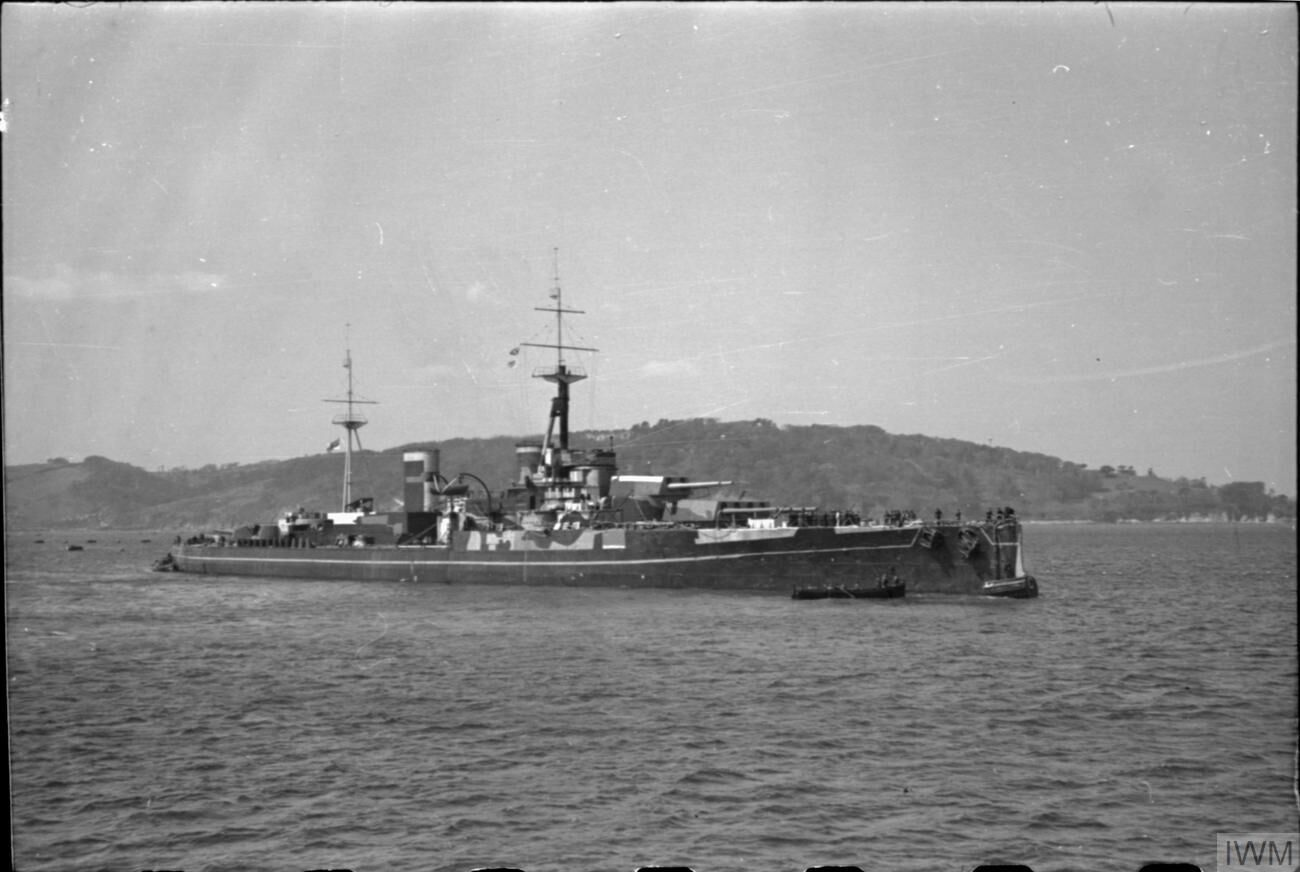
アンソンに擬装したセンチュリオン

### 注
1. ↑  （倫敦廿九日發）[2]　昨日の下院に於いてホア海相は左の如く聲明した「一九三七年度主力艦アンソン ヂエリコ、ベツティ三隻の建造はそれぞれヂョン.ブラウン、クライドバンク.スワン、ハンター及ウイガムリチャドソンウォールセンド.オン.タイン諸會社に註文 機關はウオールセンド及フエアフイルド各會社に註文した」（記事おわり）
2. ↑  キング・ジョージ五世級戦艦の予定艦名は、キングジョージ五世とプリンス・オブ・ウェールズ[3]。アンソン、ビューティー、ジェリコーだったという[4][5]。
3. 1 2  倫敦十九日AP[12]　確報に據るにキング・ヂヨーヂ第五世艦と同型のアンソン及びホーエの各三万五千噸の戰闘艦は近日中愈よ就役の運びに至るべし　右は十七日下院に於てチヤアチル宰相が演説中に於てシャーンホースト及びグナイスノーの兩獨逸戰闘艦が再び就役に適するの期間以前に於て英國海軍は最高の能力を具有する武力の多數を加へ得らるべしとありたるものによるものなり　ホーエの舊名はビーテイーにして千九百卅九の進水而してアンソンの舊名はヂエリコーにして同四十年の進水に属するものなり（記事おわり）
4. ↑  本来、HMS Ansonは新型戦艦3番艦に付与される予定だったが[6]、実際にはデューク・オブ・ヨーク (HMS Duke of York, 17) と命名された。
5. ↑  キングジョージ5世戦艦の1番艦と2番艦の艦名は「キング・ジョージ5世」と「プリンス・オブ・ウェールズ」で変化しなかったが[3]、3番艦、4番艦、5番艦の艦名は報道時期によって変化している[2][7][8]。
6. ↑  護送船団に用いる駆逐艦、フリゲート、コルベットなど[9]。
7. ↑  【同盟ストツクホルム廿四日発】[13]　ロンドン來電英國海軍省は廿四日新主力艦アンソン号並にハウ号の就役を発表した、同艦は共に三万五千噸、マレー沖海戰で帝國海軍航空部隊に轟沈された主力艦プリンス・オブ・ウエールス号と同様英國海軍自慢の設計になり、一九三七年夏起工し、最近漸く竣工したものである、主なる性能は左の如し　備砲十四吋砲十門、五.二五吋砲十六門、ポンポン砲四門、艦載機四台、長さ七百四十呎、幅百三呎、吃水廿七呎八吋、乗組員一千五百、當局の説明によれば兩艦は既に大西洋域は北氷洋で商船護送任務に就いてゐる模様である（記事おわり）
8. ↑  往路はJW51A船団（英語版）であった。帰路はRA51船団と改称され、ムルマンスクを出発した[15]。
9. ↑  重巡「アドミラル・ヒッパー」と「リュッツオウ」。
10. ↑  「アンソン」から撮影したサウスダコタ級戦艦や、本艦ふくめキング・ジョージ5世級戦艦と共に航行する「サウスダコタ」や「アラバマ」の写真が残されている[23][24]。
11. ↑  スヴァールバル諸島を巡り、ギアボックス作戦（1942年6月30日～9月17日）、第二次ギアボックス作戦（1942年9月17日以降）が実施されていた。
12. ↑  地中海艦隊 (Mediterranean Fleet) が護衛し、アレキサンドリア出発、地中海を西進してマルタ行き[42]。